# نادي موتو للسيدات
نادي موتو للسيدات أول نادي للدراجات النارية للنساء في المغرب والعالم العربي وأفريقيا. تأسس النادي في الدار البيضاء بواسطة داليا مصباح في عام 2011 .. تزعم مصباح أن نوادي الدراجات النارية الأخرى في المغرب كانت مخصصة للرجال فقط وقررت أنها تريد إنشاء نادي للسائقات ". تزعم مصباح أنها بدأت في النادي لتحطيم «الصورة الغربية للمرأة المسلمة باعتبارها مقيدة ومضطهدة ، مما يدل على أن المرأة المغربية كانت حرة مثل نظيراتها الغربية». أراد النادي أن يستضيف حشدًا دوليًا لراكبي الدراجات يُدعى مسيرة الجنون موتو الذي عقد في مراكش خلال نفس الشهر الذي يوافق اليوم العالمي للمرأة. وأن تُظهر تصميم المرأة المغربية وأن تقاوم المحظورات الجندرية. تم اختيار مراكش بسبب تاريخها الفريد من النساء على الدراجات والدراجات البخارية منذ الستينيات من القرن العشرين وهي موضوع تصوير حسن حجاج لفن النساء على الدراجات.

## روابط خارجية
الصفحة الرسمية: https://www.missmotomaroc.com/